# EdgePlayer
E.P.O（イーピーオー）は、日本のミクスチャー・ロックバンド。元SOUL'd OUTのBro.Hiを中心に結成。所属事務所はARTIMAGE。所属レコード会社はSME Records。

## メンバー

### 現メンバー
- Bro.Hi（ブラザーハイ）: ボーカル / ラップ
  - 元SOUL'd OUTのメンバー[2]。当バンド以外には、過去にDIGIMORAL4CEにて活動していた。
- COYASS（コヤス）: ボーカル / ラップ   
  - 元KOUZUI、MIC BANDITZ、デブパレード、歯科医師、歯学博士。
- Tadd（タッド）: ボーカル / ラップ
  - 作詞や作曲家としても活動[注釈 1]。株式会社ボイスクルエンタテインメント CEO / producer。
- jam（ジャム）: ボーカル / キーボード
  - 元FaithのMC / Trackmaker。
- 伸太郎 : ギター
  - 過去にソロでメジャーデビュー。池袋でギター教室を主宰。
- Ken-SEA（ケンシー）: ドラムス
  - 当バンド以外には空手コンドルにて活動。

### 旧メンバー
- Takuya（タクヤ）: ベース
  - Edge Player時代より参加。
- Kay（ケイ）: ラップ / プログラミング
  - EdgePlayerの結成メンバー。
- NaokI（ナオキ）: ギター
  - Naoki Itai名義で音楽プロデューサー、作曲家、編曲家として活動。

旧サポートメンバー
- hisashi（ヒサシ）: ベース
  - eagle-xとしてKOUZUIでベースを担当。
- ひかり : ドラムス
  - 当バンド以外には水面下ノ空のドラムを担当。

## 沿革
- 2004年 - EdgePlayerを結成。当初はBro.HiとKayの2名体制にて、楽曲制作やクラブでのライブ活動を中心に活動。
- 2006年 - NaokIとTakuyaが加入。この頃から他アーティストのリミックスやライブ活動に注力。
- 2009年7月22日 - ミニアルバム『IN HUMANITY』で、SME Recordsよりメジャーデビュー[3]。
- 2010年 - Takuyaが脱退し、3名体制での活動となる。
  - 7月28日 - 初のフルアルバム『TWISTED』を発売。
  - 10月8日 - SOUL'd OUTが再始動する為、本八幡 route14を最後に活動の休止を発表。
- 2014年 - 『E.P.O』と名義変更し、SME Recordsで活動を再開。
- 2019年11月10日 - YouTubeチャンネルにて『沼トーク』を開始。内容は主に、Bro.Hiが動画に寄せられたコメントに返答するというもの。

## ディスコグラフィー

### シングル
|   | リリース日   | タイトル | 最高 週間 順位 | 販売形態 | 商品コード | 形態・備考 |
| - | ------------ | -------- | -------------- | -------- | ---------- | ---------- |
| 1 | 2009年9月2日 | 流れて   | 127位          | CD       | SECL-801   |            |

【流れて】収録曲
1. 流れて
2. Calm Down
3. disco shit ～Oddity Remix～

### アルバム
|   | リリース日    | タイトル    | 最高 週間 順位 | 販売形態 | 商品コード          | 形態・備考            |
| - | ------------- | ----------- | -------------- | -------- | ------------------- | --------------------- |
| 1 | 2009年7月22日 | IN HUMANITY | 166位          | CD       | SECL-793            |                       |
| 2 | 2010年7月28日 | TWISTED     | 164位          | CD+DVD   | SECL-888-9 SECL-890 | 初回生産限定盤 通常盤 |

【IN HUMANITY】収録曲
1. UTAE
2. disco shit
3. Soul Delay
4. 徒然飛行
5. Where is your answer

【TWISTED】収録曲
1. Strobe
2. WILL
3. disco shit
4. Generation
5. UTAE
6. Soul Delay
7. DIGITAL武士道
8. 流れて
9. アジアの純真
10. 徒然飛行
11. LIFE
12. 潮騒daylight

## タイアップ
- 【WILL】：テレビ東京系「ゴッドタン」2010年7〜9月度エンディングテーマ

## 参加作品
- SOUL'd OUT「Remixies&Outside」（2006年6月21日）
  - A Spacious Floor ～EDGEplayer Remix～
- ジェット機「FULLSWING」（2006年6月28日）
  - FULLSWING（EDGEplayer remix）
- SOUL'd OUT「TONGUE TE TONGUE」（2007年10月3日）
  - TONGUE TE TONGUE ～EDGE-PLAYER REMIX～